# RTL 5
RTL 5 ist ein privater niederländischer Fernsehsender. Er nahm am 2. Oktober 1993 den Sendebetrieb auf und gilt als fünftes Vollprogramm der Niederlande. Der Sender gehört wie RTL 4, RTL 7 und RTL 8 der RTL Nederland Groep. Anfang der 1990er Jahre wurde RTL 5 analog im Kabel und über den Satelliten Astra 19,2°E ausgestrahlt. Aus urheberrechtlichen Gründen mussten Sendungen wie Serien und Spielfilme verschlüsselt werden. Verwendet wurde das Verschlüsselungssystem Luxcrypt. Zunächst war der als für Jugendliche gedachte Sender nicht sehr erfolgreich, woraufhin das Programmschema komplett geändert wurde und man auf Sport setzte. Auch damit konnte man keinen Erfolg erzielen und seit 2005 richtet sich das Programm an die ganze Familie. Der Sender erzielt des Weiteren gute Einschaltquoten mit der Late-Night-Show JENSEN!, die von Robert Jensen moderiert wird. RTL 5 ist in den Niederlanden und Luxemburg über DVB-T2, Kabel und Satellit empfangbar.

## Logos

1999 bis 2004
2004 bis 2005
2005 bis 2012
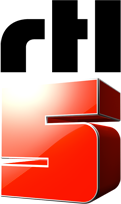
2012 bis 2017
2017 bis 2023
Logo seit 1. Mai 2023